# AK-630
AK-630 (système d'armes rapproché ou en anglais CIWS : Close-in weapon system) est un système de défense antiaérien automatique d'origine soviétique. Il s'agit d'un canon rotatif à 6 tubes de calibre 30 mm de type mitrailleuse Gatling contenu dans une tourelle navale. Le système est développé par Toulski Oroujeïny Zavod en URSS. Le système AK-630 est monté sur une tourelle guidée par le système de guidage radar et électro-optique MR-123-02.
L'utilisation initiale et principale de ce système est la défense antimissile antinavire. Il peut être également utilisé contre des objets plus ou moins volumineux allant des mines flottantes, embarcations légères, des hélicoptères, avions, drones jusqu'à un objet de la taille d'un obus de mortier à courte portée.

## Descriptif

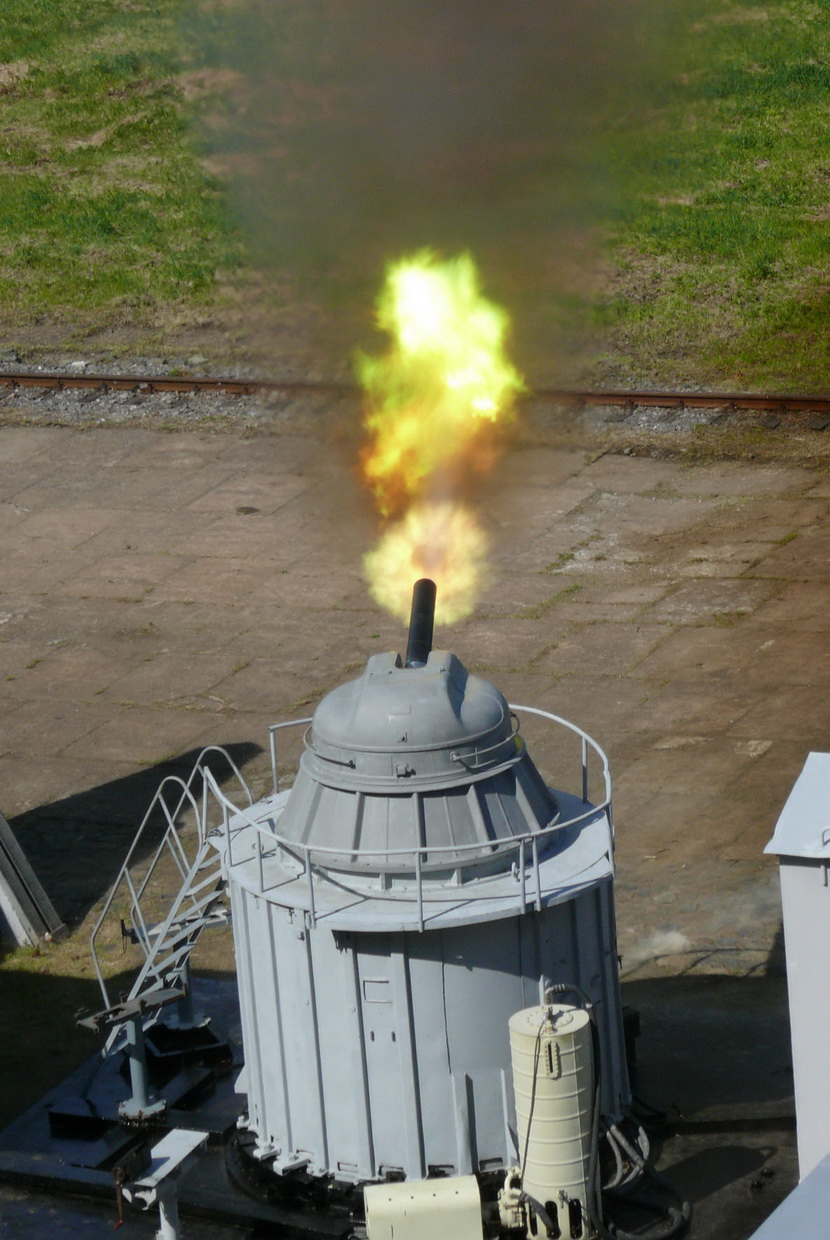
AK-630 ouvrant le feu depuis une installation terrestre.

Le AK-630 fait partie du système A-123-Vympel-A comprenant un canon, un radar, une optique et un système de contrôle TV. Le système de contrôle MR-123-02 peut contrôler 2 canons simultanément. Le système est automatique et ne requiert aucune action humaine, il peut être contrôlé manuellement par un homme si le système de visée est défaillant ou pour tirer sur des cibles terrestres.
Le AK-630 consiste en une tourelle rotative 2 axes contenant : un canon rotatif de type gatling GSh-6-30 de calibre 30 mm et un conteneur de munitions de 2 000 obus (ce qui permet de tirer en continue pendant 24 secondes, à 5 000 coups par minute).

## Historique
Le developpement de la première version du AK-630 a débuté en 19630 et elle a été mise en service dans l'armée Soviétique en 1976[réf. souhaitée].
Vers fin 2024 début 2025 la Russie a developpé une version spéciale du AK-306 en installant le canon et sa tourelle sur un camion KamAZ pour faire de la lutte anti-drones.

## Caractéristiques
- canon : GSh-30k
- système de guidage : MR-123-02
- Calibre : 30 mm
- Vélocité : 900 m/s
- Cadence de tir : 83 coups par seconde (5 000 coups par minute)
- Portée :
  - pratique : 4 000 m
  - Portée maximale : 8 100 m
- Champs de tir
  - élévation : -12° / +80°
  - cotés : - 180° / +180°
- Quantité de munitions embarquées : 2 000 obus (en soute sous la tourelle)
- Espérance de tir : 1 680 obus
- Vitesse de rotation de la tourelle : 
  - Axe Z : 70°/s
  - Axe X : 50°/s
- Masses :
  - Système : 9 114 kg (tourelle + radar + canon)
  - Canon : 1 918 kg
  - Obus : 765 g

## Navires
Le système AK630 est installé sur les navires suivants :
- Classe Amiral Kouznetsov
- classe Kirov
- Classe Slava
- Classe Kara
- Classe Krivak (version algérienne)
- Classe Udaloy
- Classe Sovremennyy
- Classe Kashin-Mod
- Classe Tarentul
- Classe Nanuchka
- Classe Bora/Sivuch
- Classe Ropucha
- Classe Zoubr /Pomornic
- Classe Gepard
- Classe Grisha

## Pays utilisateurs
- Algérie
- Birmanie
- Bulgarie
- Cameroun
- République populaire de Chine
- Corée du Nord
- Croatie
- Cuba
- Grèce
- Inde
- Indonésie
- Kenya
- Pakistan
- Pologne
- Roumanie
- Russie
- Slovénie
- Ukraine
- Viêt Nam
- Yémen

### Anciens utilisateurs
- Allemagne
- Allemagne de l'Est - Transférés à l'Allemagne
- Union Soviétique - Transférés aux états successeurs
- Yougoslavie - Transférés aux états successeurs

## Variantes
Le système AK630 a été réutilisé sur plusieurs types de canons :

### AK306
Version allégée de la tourelle pour équiper les navires à faible déplacement de la flotte russe (aéroglisseur, ékranoplane). La différence entre les deux systèmes se situe dans l'alimentation des tourelles, l'AK-306 utilisant de l'électricité à la différence de l'AK-630 utilisant les gaz de recul de l'affût (pas les gaz d'échappement du bord!).

### AK630M1-2Roy
Il s'agit d'une tourelle sur laquelle deux canons sont placés l'un au-dessus de l'autre. Les canons sont les mêmes que le AK630 (6 tubes rotatifs 30 mm). Ce système expérimental a été testé sur le patrouilleur hydroptère lance-missiles de classe Matka P-44 (Projet 206.6) mais n'a jamais été lancé en production.

### CADS-N-1 Kashtan

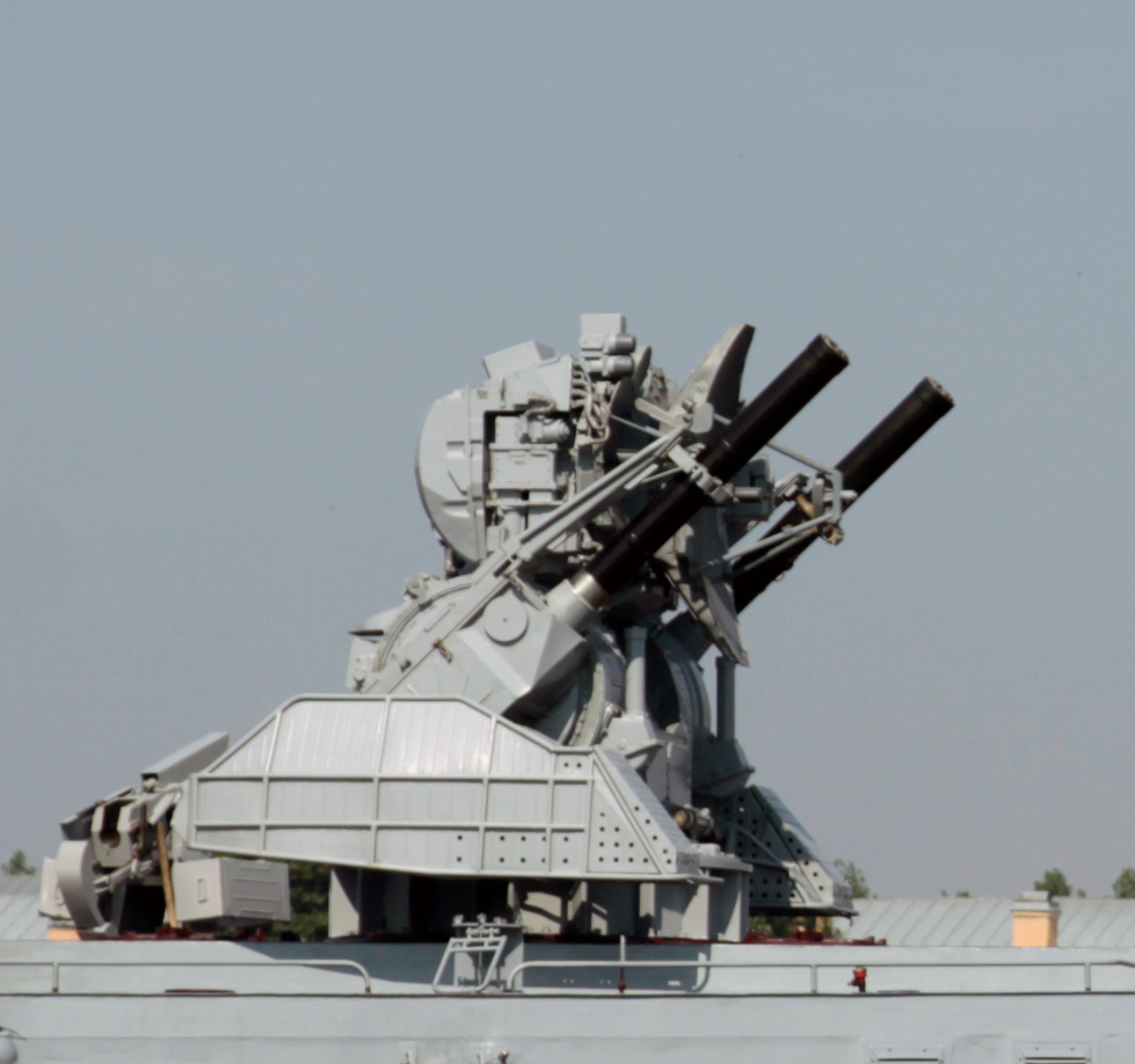
Système Kashtan sans ses missiles.

Dernière évolution en date du système surtout destinée à l'export, le CADS-N-1 Kashtan est un affût double couplé à une batterie de missiles sol-air à courte portée 9M311 équipant, entre autres, les croiseurs nucléaires de classe Kirov.
Il a une cadence de 10 000 coups par minute et la capacité de tirer 8 missiles.

## Galerie

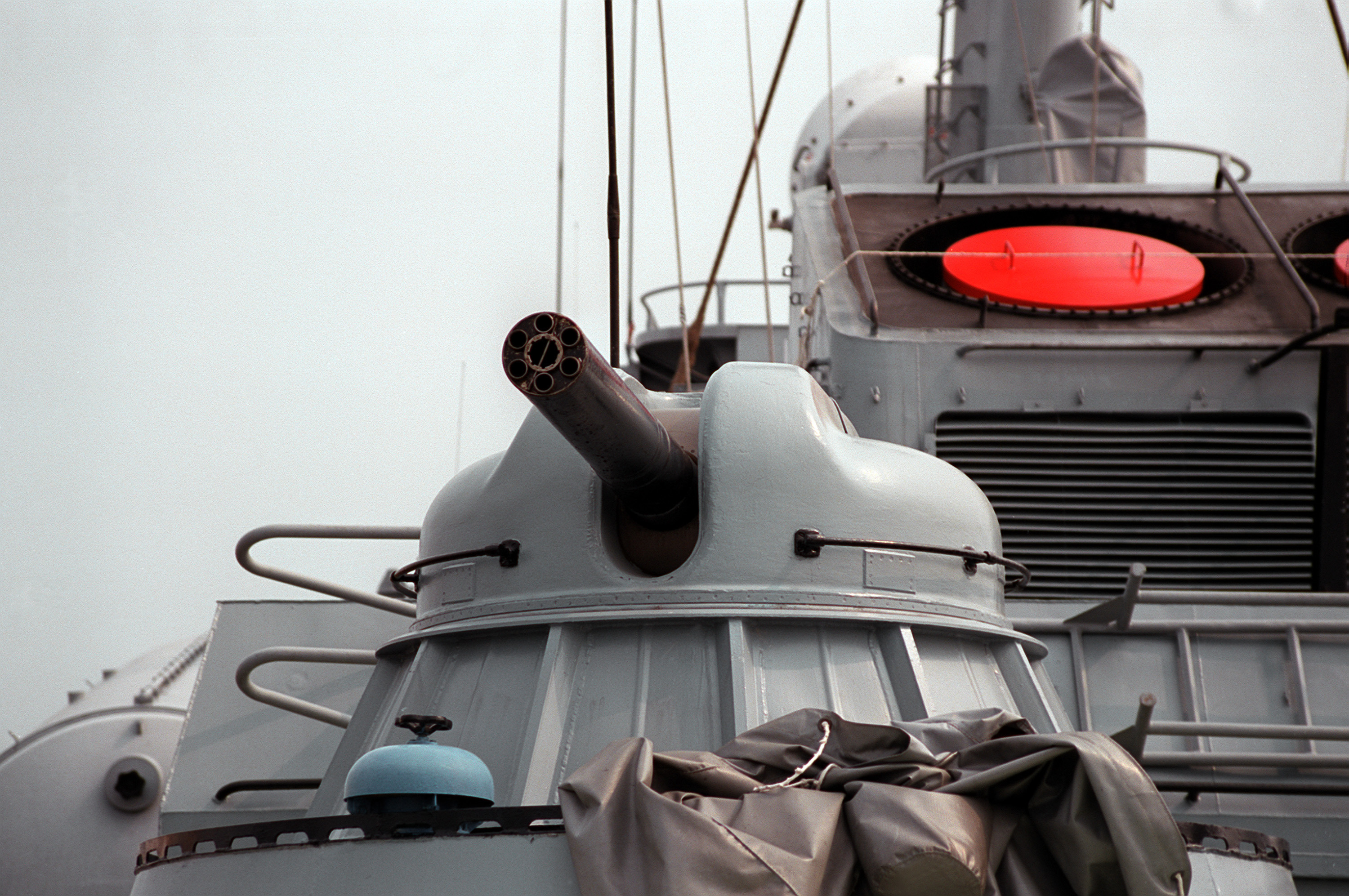
AK-630M

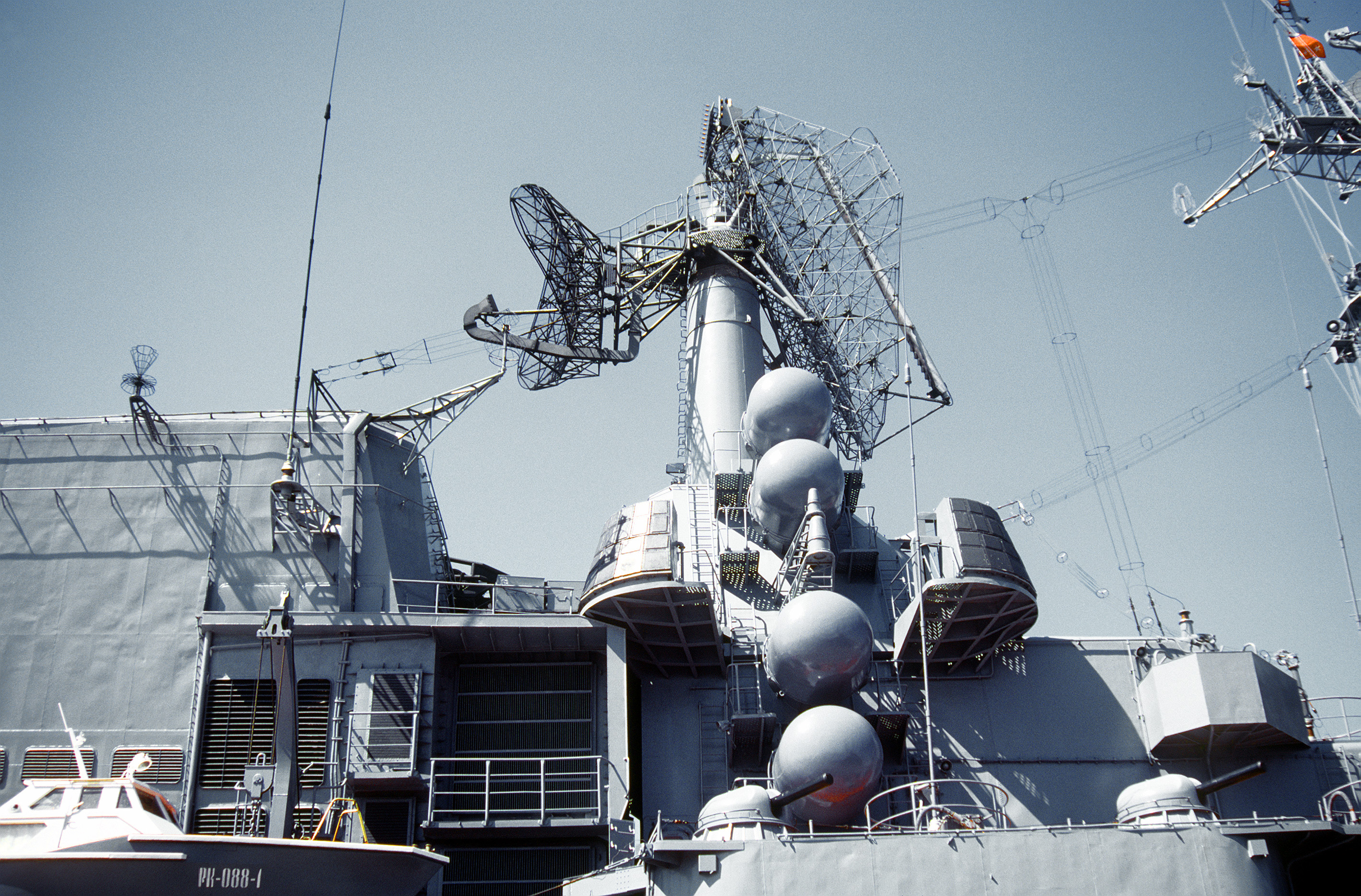
2 AK-630M sur le croiseur Marshal Ustinov (classe Slava) en bas à droite de l'image.